# Distretto di Ben Badis
Il distretto di Ben Badis è un distretto della provincia di Sidi Bel Abbes, in Algeria.

## Comuni
Il distretto di Ben Badis comprende 4 comuni:
- Ben Badis
- Badredine El Mokrani
- Chettouane Belaila
- Hassi Zahana